# RS-26 Rubież
RS-26 Rubież (ros. РС-26 Pубе́ж, kod NATO: SS-X-31) – rosyjski pocisk balistyczny pośredniego zasięgu zasilanym paliwem stałym, którego przedział zasięgu (zależnie od wagi ładunku) granicznie klasyfikuje go jako międzykontynentalny pocisk balistyczny (ICBM). 
Może przenosić ładunek termojądrowy MIRV lub MaRV, a także hipersoniczny pojazd szybujący typu Awangard. 
Stanowi skróconą wersję pocisku RS-24 Jars. 
Ze względu na fakt, że większość testów tego pocisku zakładało jego użyteczność (tzn przeniesienie pełnej wagi ładunku) tylko na dystansie krótszym niż 5 000 km, jego posiadanie może stanowić pośrednie naruszenie (obecnie nieistniejącego) traktatu o całkowitej likwidacji pocisków rakietowych pośredniego zasięgu (traktat INF), który zabraniał Stanom Zjednoczonym i Rosji posiadania nuklearnych i konwencjonalnych pocisków balistycznych, pocisków manewrujących i wyrzutni rakiet o zasięgu 500 – 5500 km.
Przy zredukowanym ładunku maksymalny zasięg wynosi 5 800 km.